# 夏县关帝庙
夏县关帝庙，位于山西省运城市夏县城内解放南路11号，为县博物馆办公场所。
夏县关帝庙包括牌坊、献殿、正殿，以及两侧的刀楼、印楼、配殿。牌坊单开间歇山顶；献殿面阔三间、进深二间，歇山顶；正殿面阔五间、进深四间，歇山顶。
1999年7月，夏县关帝庙公布为夏县文物保护单位。2016年6月6日公布为第五批山西省文物保护单位。